# Lorenz Büffel
Lorenz Büffel (* 29. Mai 1979 in Krems an der Donau; bürgerlich Stefan Scheichel-Gierten) ist ein österreichischer Entertainer und Partyschlagersänger.

## Karriere
Lorenz Büffel startete seine Karriere Anfang der 2000er unter seinem bürgerlichen Namen Stefan Scheichel als Radiomoderator und Animateur in einem Urlaubsclub im Senegal. Während dieser Zeit wurde er von Bernd Stelter entdeckt und nahm anschließend Unterricht an der Comedy Academy in Köln. Im Jahr 2006 zog er nach Hamburg und begann dort eine neue Karriere als Comedian im Umfeld von Olivia Jones. Im gleichen Jahr stand er das erste Mal als Entertainer auf der Bühne des Mega-Parks auf Mallorca. Fortan trat er unter seinem Künstlernamen Lorenz Büffel auf.
Bekanntheit erlangte Lorenz Büffel durch seine musikalischen Erfolge. Als Stimmungssänger absolviert er jährlich über 250 Auftritte auf Mallorca, in Deutschland, Österreich, Luxemburg, Bulgarien und in der Schweiz. Darüber hinaus moderiert er regelmäßig Großveranstaltungen wie die Olé Festival Tour.
Seinen großen Durchbruch feierte der Stimmungssänger mit der Single Johnny Däpp (2016). Im Zuge der Karneval-Saison 2017 erreichte Lorenz Büffel erstmals seit 2009 die offiziellen deutschen Singlecharts. Im Jahr 2018 wurde ihm für Johnny Däpp eine Goldene Schallplatte vergeben. Bei einem Pressetermin der Hollywood Vampires Tour überreichte er diese dem Namensgeber des Liedes, dem amerikanischen Schauspieler Johnny Depp. Im Juli 2020 wurde Johnny Däpp mit Platin ausgezeichnet. 2022 trat Büffel als erster deutscher Partyschlager-Act auf einer der Tomorrowland-Bühnen auf.
2022 nahm Lorenz Büffel in Thailand an der Sat.1 Produktion Club der guten Laune teil. Im selben Jahr fungierte er an der Seite von Markus Krampe als Mentor für Detlef Steves in Detlef goes Schlager auf Vox und belegte bei Das perfekte Promi-Dinner den ersten Platz. 2024 sah man ihn in der RTL-Show Splash! Das Promi-Pool-Quiz.

## Leben
Nachdem Büffel von 2014 bis September 2019 mit der Schauspielerin Carolina Noeding liiert war, ist er seit August 2020 mit Emily Gierten verheiratet. Er lernte seine Ehefrau im April 2019 als Künstlerbetreuerin im Mega-Park auf Mallorca kennen und lebt mit ihr und den beiden gemeinsamen Söhnen (* 2020 und *2024) seit 2022 auf Mallorca. Die Familie wird seit 2020 von der Doku-Soap Goodbye Deutschland! Die Auswanderer auf Vox begleitet.
Während der COVID-19-Pandemie rief der Sänger zusammen mit seiner Frau einen Foodtruck namens „Büffel’s Express“ ins Leben. Darüber hinaus verfügt Büffel über ein Sortiment an Getränken, wie zum Beispiel das „Doppelhorn“.
Um für Die Arche – Christliches Kinder- und Jugendwerk Spenden zu sammeln, initiierte der Stimmungssänger 2020 eine Wohnzimmerkonzert-Tour, bei der ihn Kollegen wie der ARD-Moderator Dennis Wilms, Oliver Petszokat, Jens Knossalla, Mickie Krause und viele weitere unterstützten. Der Stimmungssänger veranstaltet regelmäßig Aktionen, bei denen Geld für das Projekt gesammelt wird. Anlässlich seines besonderen Engagements wurde er im Juni 2020 zum Arche-Botschafter ernannt.
"Der Hundeprofi" (Martin Rütter) beschäftigte sich in einer Folge der Sendung (Erstausstrahlung auf Vox war im August 2022) mit den problematischen Chihuahuas von Lorenz Büffel. Rütter und sein Team versuchten in der Folge, den beiden Chihuahuas ein unerwünschtes Verhalten abzutrainieren.

## Diskografie
- 2009: Ich mach so gern die Anna Nass
- 2009: Schifoan
- 2009: Hoppelhase Hans – Volker Rosin feat. Lorenz Büffel
- 2010: Footballs Coming Home
- 2010: Der Tanz Vom Anderen Stern
- 2010: Aram Zam Zam
- 2010: Ballermann am Balkan (mit Clausi Cowski)
- 2011: Lass Uns Schmutzig Liebe Machen
- 2011: Trimm Dich Und Halte Dich Fit
- 2012: Ich will Sex mit dir Carmen (mit Ikke Hüftgold)
- 2012: Die Krüge hoch!
- 2015: Computerliebe (Auf St. Pauli...) (mit Sven Florijan)
- 2015: Bring Mutti mit (mit Nona und Olivia Jones)
- 2015: Bring Düse mit
- 2015: Kleiner Klopfer
- 2016: Schnaxeln
- 2016: Schnaxeln (Das Duett) (mit Mia Julia)
- 2016: Johnny Däpp
- 2017: Abriss Charlie (Gib Dir)
- 2017: Johnny Däpp (Bist Du däppert EM-Mix)
- 2017: Ein Goldener Stern (mit Mia Julia)
- 2018: Beate, die Harte (feat. DJ Eisbär)
- 2018: Wir lieben den Ballermann (mit Papis Pumpels)
- 2018: Berti Bums Birne (mit Ikke Hüftgold)
- 2018: Wir sind wieder da (mit Ikke Hüftgold)
- 2018: Johnny Deere (mit Die Draufgänger)
- 2019: Gina-Lisa (feat. Gina-Lisa Lohfink)
- 2019: Asamoah (mit Ikke Hüftgold)
- 2019: Eine Liebe (mit Mallorca Allstars)
- 2019: Boyfriends 2k19 Remix (mit Marco Wagner)
- 2019: Zusammen (mit Ikke Hüftgold)
- 2019: Hansi (mit Almklausi feat. Stubete Gäng)
- 2020: Quarantänamera (mit Ikke Hüftgold)
- 2020: Der heiße Micha (mit Honk!)
- 2020: Tief im Ozean (mit Ikke Hüftgold)
- 2020: Johnny Däpp (Ich will Mallorca zurück) Orchester Mix
- 2020: Doppelhorn
- 2021: Bier Bauch Baby
- 2021: Ein Lied für diese Welt (mit Anna-Maria Zimmermann)
- 2021: Wir bleiben drin (mit Oli. P)
- 2021: Der Baumgart Marsch – Made in Colonia
- 2022: Pietro Lombaaadi (mit Tim Toupet)
- 2022: Guck mal diese Biene da – Summ Summ Summ (mit Isa Glücklich)
- 2022: Hüpfen bis die Insel wackelt
- 2022: Der Zug hat keine Bremse (mit Mia Julia und Malle Anja)
- 2022: Biergit (Wo es noch Bier gibt) (mit Klaus & Klaus)
- 2022: Ham kummst
- 2022: Trinken ist auch Sport (mit Knossi)
- 2022: Klingeling
- 2023: Heute tanken wir
- 2023: Der Papst von Palma (mit Malle Anja)
- 2023: 100 Liter Bier (mit DJ Juanjo)
- 2023: Arielle (mit Julian Sommer)
- 2023: Maschine
- 2023: Ski Schna Schnapsi (mit Pazoo)
- 2024: Diese Liebe (Wolle Petry)
- 2024: Midnight Lady (mit Knossi)
- 2024: Skandal! (mit Almklausi & Bierkapitän)
- 2024: 1,2,3 Feuerwehr (mit DJ Juanjo)
- 2024: Bock auf Bier (Mickie Krause feat. Lorenz Büffel)